# Rockfield Studios

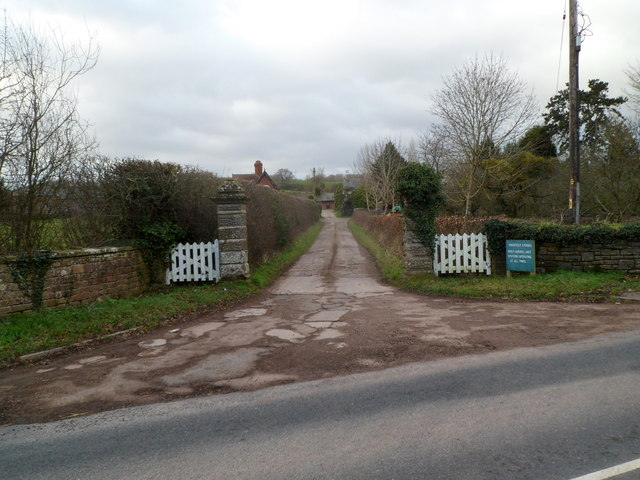
L'ingresso agli studi

I Rockfield Studios sono degli studi di registrazione situati vicino Monmouth, in Galles, fondati nel 1961. Negli anni sessanta divennero i primi studi di registrazione permanenti al mondo. Sono due gli studi presenti, la Coach House e il Quadrangle, entrambi attrezzati per registrazioni analogiche e digitali. Vi sono stati registrati in oltre mezzo secolo importanti album musicali di storiche band britanniche come Black Sabbath, Stone Roses, Oasis, Rush e Motörhead. Il documentario Rockfield: La fattoria della musica (2020) ne racconta la storia.

## Storia

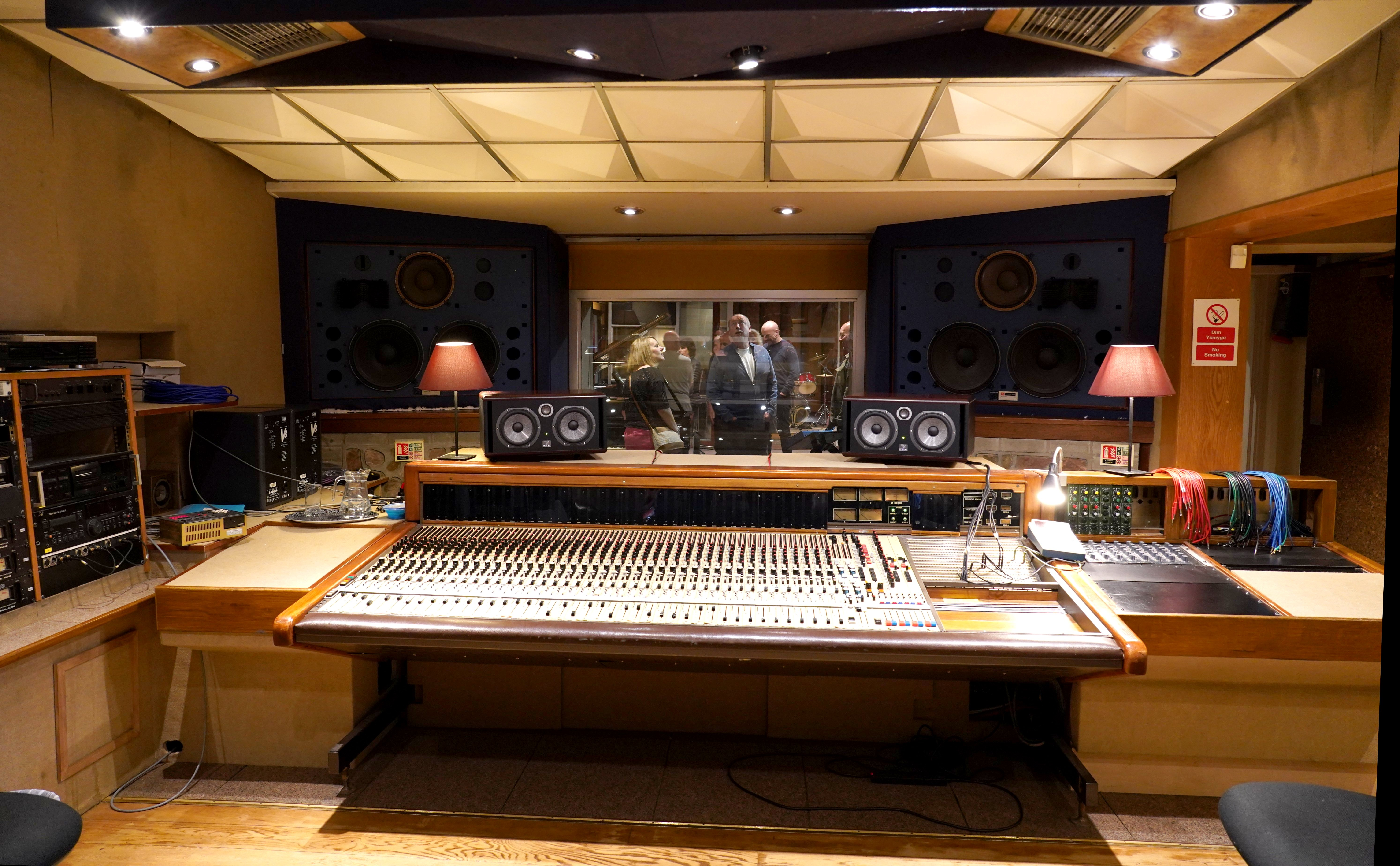
Coach House

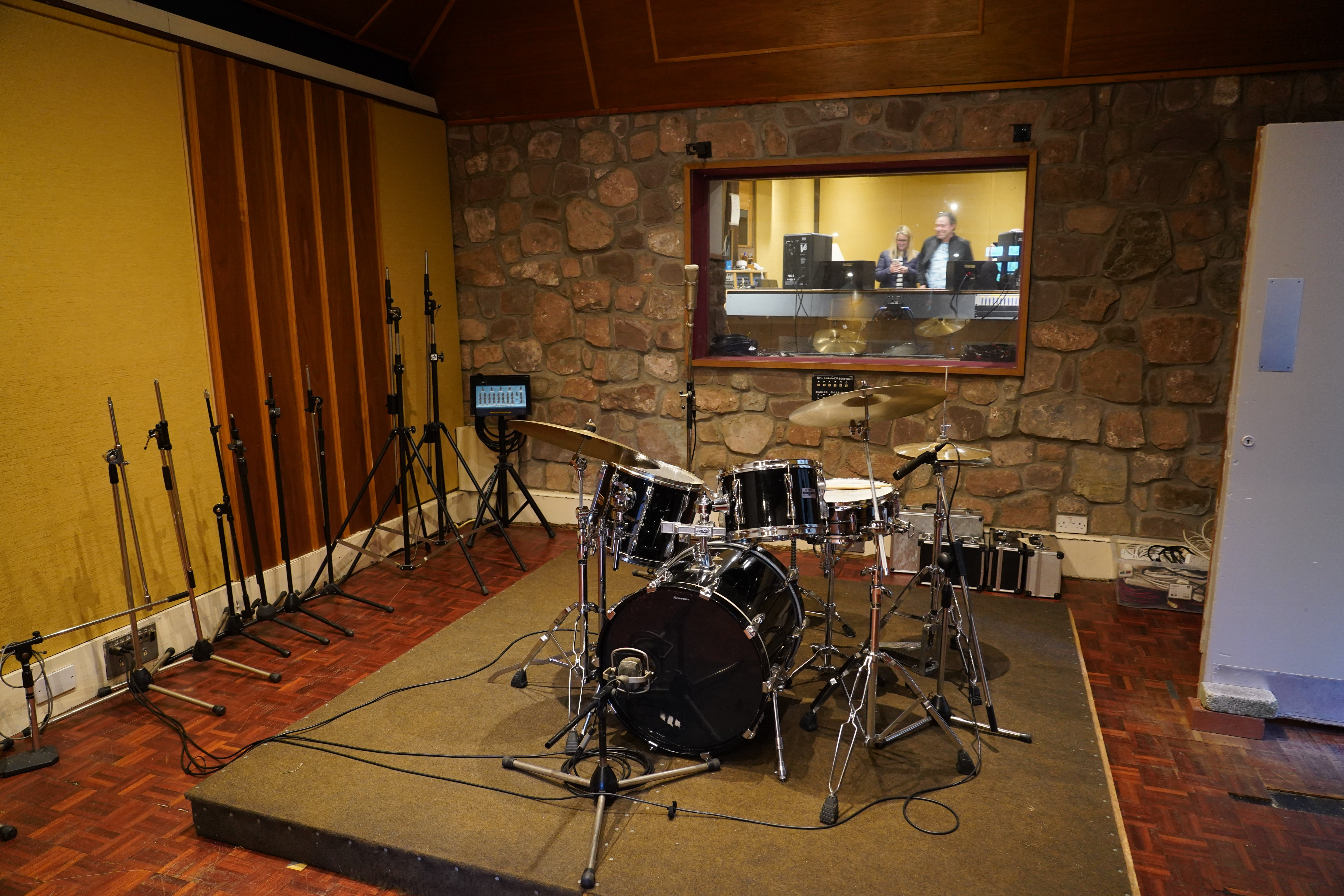
Studio 2 (stanza della batteria)

La famiglia Ward acquisì negli anni '50 una fattoria nella campagna del Galles, la Amberly Court Farm; i due fratelli Kingsley e Charles, appassionati di musica, iniziarono anche a registrare le loro composizioni musica. Gli studi di registrazione furono fondati dai due fratelli nel 1961 all'interno della loro fattoria vicino a Monmouth, trasformando una delle stalle in una sala di registrazione sfruttando l'attrezzatura che avevano comprato per registrare un loro demo che erano riusciti anche a far ascoltare al produttore George Martin. Della parte amministrativa e delle prenotazioni si occupò la moglie di Kingsley, Ann, dopo aver lasciato il suo lavoro in banca. Nel 1968 realizzarono quindi la prima sala di registrazione residenziale del Regno Unito acquistando altra attrezzatura moderna e aprendola al pubblico ma sempre tenendo in parallelo l'attività di allevamento della fattoria; il primo gruppo a usarla furono i Black Sabbath che vi registrarono il loro primo album Paranoid, attirati dalla possibilità di suonare liberamente senza condizionamenti, in totale isolamento e concentrazione inizialmente per pochi giorni ma poi restando per mesi.
Il primo brano di successo registrato in questi studi fu I Hear You Knocking di Dave Edmunds nel 1970. Nei primi anni '70 vi registrarono  ai Rockfield numerosi artisti come  Budgie, Hawkwind, Hobo, Peter Hammill, Ace e Queen, che qui incisero l'album A Night at the Opera e la hit Bohemian Rhapsody. Anche i Motörhead incisero alcuni brani ai Rockfield negli anni '70.
Negli anni ’80 lo studio la musica elettronica e l'uso del computer nella produzione musicale, unito alla nascita di altri studi come il Rockfield, lo fanno entrare in crisi che verranno risollevate grazie alla scelta degli Stone Roses di usare lo studio inizialmente per poche settimane e per poi rimanervi per oltre un anno registrandovi il primo e poi, qualche anno dopo, il secondo album. Seguiranno quindi altri gruppi della stessa scena musicale come Charlatans e Oasis che qui vi compongono il brano Wonderwall.
Charles Ward si defilò alla metà degli anni '80 e la proprietà degli studi passò interamente al fratello Kingsley Ward.
Nel maggio 1995 gli Oasis iniziarono ai Rockfield le registrazioni dell'album (What's the Story) Morning Glory?, sotto la guida del produttore Owen Morris.

Dal 1996 al 1997 gli studi furono sede delle registrazioni di cinque album poi arrivati in vetta alla classifica britannica degli album (Oasis, Black Grape, Charlatans e Boo Radleys).

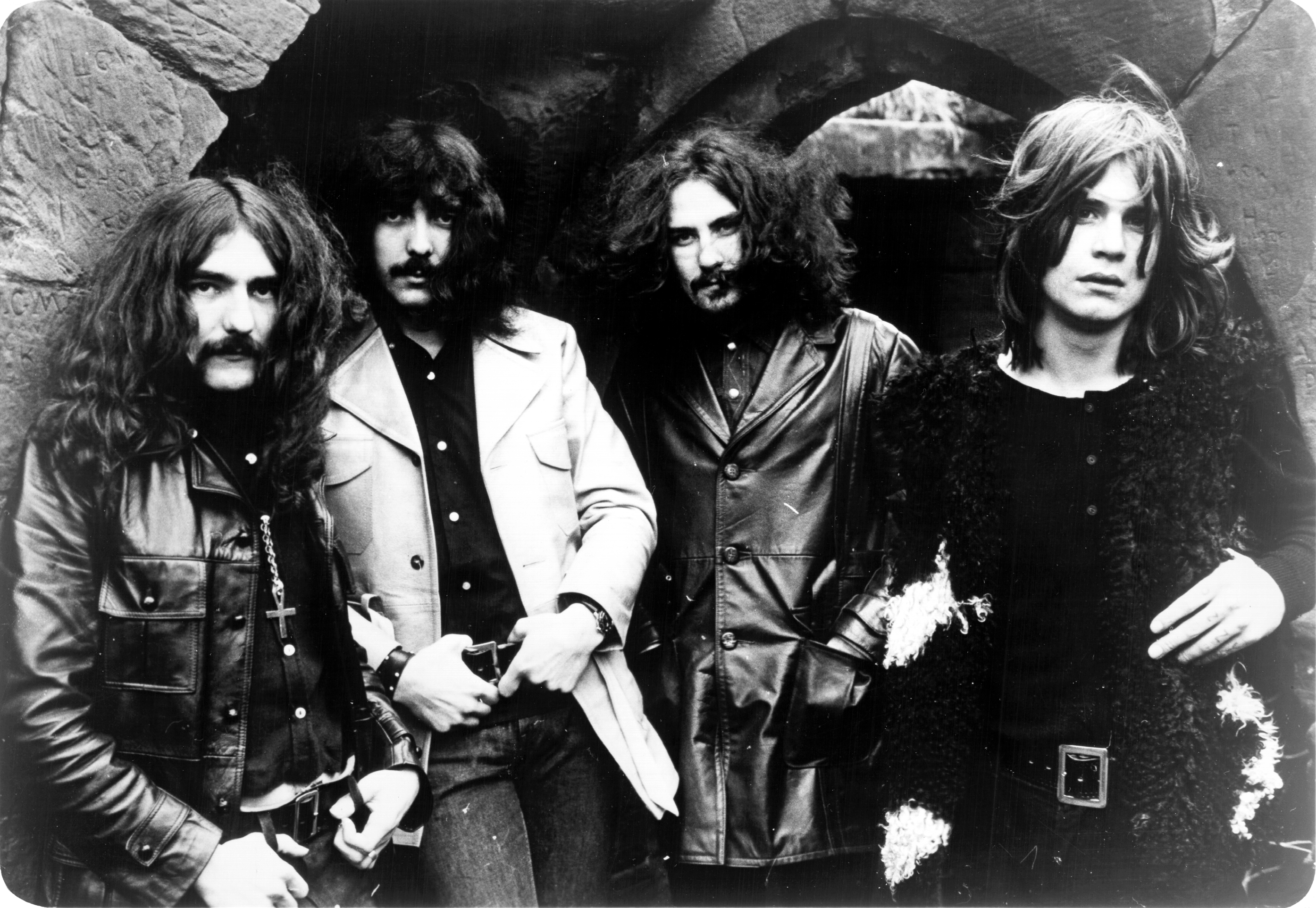
I Black Sabbath furono la prima band a suonare negli studi.